# Clermont School of Business (Ex ESC Clermont BS)
Clermont School of Business (anciennement ESC Clermont Business School) est une école de commerce française fondée en 1919 à Clermont-Ferrand.
L’école propose différentes formations et diplômes en formation initiale. Clermont School of Business représente aujourd’hui[Quand ?] un réseau de plus de 15 000 diplômés[réf. nécessaire].

## Historique
L’école a été créée en 1919 sous l’égide du ministre du Commerce, de la ville de Clermont-Ferrand, du Conseil général du Puy-de-Dôme et la chambre de commerce et d’industrie.
En 1949, elle signe son premier partenariat international avec l’Université du Kansas.
En 1951 le Programme Master en Management est visé par le ministère de l’Éducation nationale.
En 2005 l’école obtient l’accréditation AACSB, renouvelée en 2011 et 2016.
En 2007 l’école ajoute à son programme un diplôme de Bachelor, visé par le ministère de l’Enseignement supérieur et de la Recherche et inscrit au RNCP niveau II.
En 2008, elle crée un laboratoire de recherche commun avec l’Université Clermont Auvergne : le Centre de recherche clermontois en gestion et management[réf. souhaitée].
En 2013, l’école fusionne avec l’ESC Amiens, l’ESC Brest et l’ESCEM pour former France Business School.
En 2013, elle crée son incubateur d’entreprises, nommé SquareLab.
En 2015, le Groupe ESC Clermont redevient autonome avec la fin de France Business School et passe sous statut associatif,.
En 2016, la Fondation du Groupe ESC Clermont est créée. Son objectif est de financer le développement de nouveaux projets en lien avec l’ouverture sociale et l’égalité des chances, l’innovation pédagogique et la recherche appliquée, les dynamiques entrepreneuriales et l’insertion professionnelle.
En 2017, elle ouvre une filière « Passion Sport » pour les sportifs de bon et haut niveau et les passionnés de sport dans le programme Bachelor[pertinence contestée].
En 2018, l’école intègre l’UC2A, regroupement d’établissements d’enseignement supérieur de la métropole clermontoise.
En 2019, l'école obtient l'accréditation EPAS pour son programme de Bachelor.
En 2020, l'école obtient l'accréditation AMBA pour son programme Master Grande École et l'Executive Master en Management.[réf. souhaitée]

## Enseignements, formations et diplômes

### Formation initiale
Les formations initiales se font sur plusieurs niveaux.
Pour les bacheliers, il existe un bachelor en management international et un bachelor en communication digitale & ebusiness. Pour les Bac+2, l'École propose le bachelor en alternance (Bac+3) avec 5 filières spécifiques. Certains doubles diplômes peuvent être obtenus avec des partenaires internationaux.
En Master, les étudiants suivent un programme Grande École (troisième année de licence + 2 ans de Master) qui leur permet de se spécialiser en dernière année ou de viser un double diplôme à l'étranger ou avec des entreprises et établissements partenaires.
Pour les étudiants déjà titulaire d'un bac +4 ou plus, l'école propose des Masters of Science et un Mastère spécialisé.

### Formation continue
Le service de formation continue permet d’accéder aux diplômes de Manager de Projets Digitaux (bac+3) et d’Exécutive Master en Management (bac+5). Ces formations sont accessibles en année d'étude ou via la capitalisation de modules puis de certificats pour accéder au diplôme complet. Le service formation continue propose aussi des formations courtes certifiantes dans différents domaines de compétence.

## Recherche
En 2008, le Groupe ESC Clermont co-fonde le Centre de Recherche Clermontois en Gestion et Management (CRCGM) avec l'université Clermont Auvergne. Les thèmes de recherche des enseignants-chercheurs s'inscrivent dans l’un des trois axes de recherche du CRCGM : Axe Potentiel Humain-Organisation-Innovation (PHOI), Finance, Information et Responsabilité d'Entreprise (FIRE), ou Stratégie, Territoires et Réseaux d'Acteurs (STERA).

## Classements et distinctions

### Distinctions
Au niveau international, Clermont School of Business est :
- accrédité AACSB (Association to advance collegiate schools of business),
- accrédité AMBA (Association of MBAs),
- membre fondateur du réseau EMBS (European Master in Business Sciences),
- membre de l'EFMD (European Foundation for Management Developpement),
- membre de l'EAIE (European Association for International Education),
- membre de NIBES (Network of International Business and Economic Schools),

Au niveau national et régional, Clermont School of Business est :
- membre de la CGE,
- membre de l’AGERA,
- labellisé “Campus Région du numérique” par la Région Auvergne Rhône-Alpes.

En 2017, l’enquête BSIS (Business School Impact Survey) menée par la FNEGE évalue l’impact économique de l’école à 69 millions d’euros sur la métropole Clermont-Vichy Auvergne.

### Classements internationaux
| Classement                          | Programme             | Rang |
| Financial Times (2023)              | Master in Management  | 67   |
| Financial Times (2022)              | Masters in Management | 93   |
| Financial Times (2019)              | Masters in Management | 95   |
| QS World University Rankings (2018) | Masters in Management | 73   |
| QS World University Rankings (2019) | Masters in Management | 93   |

### Classements presse en France
| Classement                                 | Programme                                                                        | Rang |
| business cool (2023)[pertinence contestée] | Classement des écoles de commerce 2023 – Spécial CAC 40                          | 10   |
| Le Figaro (2023)                           | Classement meilleures écoles de commerce (grade Master)                          | 25   |
| Le Figaro (2022)                           | Classement meilleures écoles de commerce (grade Master)                          | 28   |
| Le Point (2023)                            | Classement des Grandes Ecoles de Management délivrant un diplôme Grade de Master | 24   |
| Le Point (2022)                            | Palmarès des grandes écoles de commerce                                          | 24   |
| L'Étudiant (2024)                          | Classement des grandes écoles de commerce                                        | 21   |
| L'Étudiant (2022)                          | Classement des bachelors en management                                           | 10   |
| Le Parisien (2023)                         | Palmarès des Bachelors                                                           | 9    |
| Le Parisien (2023)                         | Palmarès Grandes écoles de commerce post-prépa                                   | 17   |
| Challenges (2022)                          | Classement écoles de commerce                                                    | 20   |